# Baby Doll (canção)
"Baby Doll" é o terceiro single lançado pela do grupo pop americano Girlicious. A música teve sua primeira apresentação na televisão, no dia 6 de Agosto de 2008, no Live @ Much. Este é o último single lançado pelas Girlicious, enquanto elas ainda eram um quarteto. Com a saída de Tiffanie, Natalie canta sua parte.

## Lançamento
Uma prévia da canção, de duração de 1:30, foi lançada na web no dia 1 de Agosto de 2008. A confirmação de que "Baby Doll"  seria o novo single veio através de Natalie Mejia. O single foi lançado no Canadá em novembro. Taffanie afirmu que a canção seria lançado nos Estados Unidos no início de 2009, porém o videoclipe da canção já estava disponível no iTunes americanos desde 2008.
Ele estreou pela primeira vez no Canadian Hot 100 ocupando a 75° posição, assim que o álbum lançou, devido aos downloads digitais durante a semana. E, posteriormente, reentrou na parada ocupando a 55° posição, após cerca de 4 meses, devido ao lançamento do single.

## Videoclipe
Taffanie Anderson confimou em seu blog, que as Girlicious lançariam o videoclipe do single o dia 6 de Outubro. O videoclipe foi dirigido por Matt Mcdermitt e foi visto, pela primeira vez, durante a apresentação das Girlicious no Much Music.
O video foi gravado nos estúdios Quixtoe, em Los Angeles, e teve a supervisão de Robin Antin e Mikey Minden.

## Desempenho

### Posição nas Paradas
| País   | Parada (2008)    | Melhor posição |
| ------ | ---------------- | -------------- |
| Canadá | Canadian Hot 100 | 55             |